# Oerbier
Oerbier is een Belgisch bier. Het bier wordt gebrouwen door De Dolle Brouwers te Esen (een deelgemeente van Diksmuide).

## Geschiedenis
De Dolle Brouwers begonnen hun productie in 1980 en Oerbier was hun allereerste bier. Het allereerste brouwsel werd nog gemaakt in een koperen waskuip. De naam “Oerbier” verwijst naar de oorspronkelijkheid en zuiverheid van het bier.

## Het bier
Oerbier is een donkere ale met Schotse kenmerken. Het heeft een alcoholpercentage van 9%. Het bier kan minstens 2 jaar bewaard worden, maar de brouwerij heeft nog goed drinkbare stalen van het allereerste brouwsel. Het bier wordt ook geëxporteerd, onder meer naar Nederland, Zweden, Italië, Denemarken, Taiwan, Amerika enzovoort.